# Danh sách cầu thủ tham dự Cúp bóng đá Nam Mỹ 2011
Cúp bóng đá Nam Mỹ 2011 là một giải thi đấu bóng đá quốc tế tổ chức Argentina từ 1 đến 24 tháng 7 năm 2011. 12 đội tham gia phải đăng ký danh sách 22 cầu thủ hoặc 23 cầu thủ nếu chọn có 3 thủ môn; chỉ có các cầu thủ trong đội hình mới được tham gia giải đấu. Mỗi cầu thủ sẽ mang số áo 1–23.
Cầu thủ được đánh dấu (c) là đội trưởng của đội tuyển quốc gia đó. Số trận, bàn thắng, câu lạc bộ và tuổi của cầu thủ được tính đến 1 tháng 7 năm 2011 – ngày khai mạc giải đấu.

## Bảng A

### Argentina
Huấn luyện viên: Sergio Batista

| Số | VT | Cầu thủ               | Ngày sinh (tuổi)            | Trận | Bàn | Câu lạc bộ      |
| -- | -- | --------------------- | --------------------------- | ---- | --- | --------------- |
| 1  | TM | Juan Pablo Carrizo    | 6 tháng 5, 1984 (27 tuổi)   | 12   | 0   | River Plate     |
| 2  | HV | Ezequiel Garay        | 10 tháng 10, 1986 (24 tuổi) | 3    | 0   | Real Madrid     |
| 3  | TV | Pablo Zabaleta        | 16 tháng 1, 1985 (26 tuổi)  | 11   | 0   | Manchester City |
| 4  | HV | Nicolás Burdisso      | 12 tháng 4, 1981 (30 tuổi)  | 40   | 2   | Roma            |
| 5  | TV | Esteban Cambiasso     | 18 tháng 8, 1980 (30 tuổi)  | 50   | 5   | Inter Milan     |
| 6  | HV | Gabriel Milito        | 7 tháng 9, 1980 (30 tuổi)   | 38   | 1   | Barcelona       |
| 7  | TV | Ángel Di María        | 14 tháng 2, 1988 (23 tuổi)  | 20   | 3   | Real Madrid     |
| 8  | HV | Javier Zanetti        | 10 tháng 8, 1973 (37 tuổi)  | 141  | 5   | Inter Milan     |
| 9  | TĐ | Gonzalo Higuaín       | 10 tháng 12, 1987 (23 tuổi) | 13   | 7   | Real Madrid     |
| 10 | TĐ | Lionel Messi          | 24 tháng 6, 1987 (24 tuổi)  | 56   | 17  | Barcelona       |
| 11 | TĐ | Carlos Tevez          | 5 tháng 2, 1984 (27 tuổi)   | 59   | 13  | Manchester City |
| 12 | TM | Mariano Andújar       | 30 tháng 7, 1983 (27 tuổi)  | 6    | 0   | Catania         |
| 13 | HV | Nicolás Pareja        | 19 tháng 1, 1984 (27 tuổi)  | 1    | 0   | Spartak Moscow  |
| 14 | HV | Javier Mascherano (c) | 8 tháng 6, 1984 (27 tuổi)   | 69   | 2   | Barcelona       |
| 15 | TV | Lucas Biglia          | 30 tháng 1, 1986 (25 tuổi)  | 4    | 0   | Anderlecht      |
| 16 | TĐ | Sergio Agüero         | 2 tháng 6, 1988 (23 tuổi)   | 26   | 10  | Atlético Madrid |
| 17 | HV | Marcos Rojo           | 20 tháng 3, 1990 (21 tuổi)  | 4    | 0   | Spartak Moscow  |
| 18 | TV | Javier Pastore        | 20 tháng 6, 1989 (22 tuổi)  | 8    | 0   | Palermo         |
| 19 | TV | Éver Banega           | 29 tháng 6, 1988 (23 tuổi)  | 9    | 0   | Valencia        |
| 20 | TV | Fernando Gago         | 10 tháng 4, 1986 (25 tuổi)  | 31   | 0   | Real Madrid     |
| 21 | TĐ | Ezequiel Lavezzi      | 3 tháng 5, 1985 (26 tuổi)   | 12   | 1   | Napoli          |
| 22 | TĐ | Diego Milito          | 12 tháng 6, 1979 (32 tuổi)  | 24   | 4   | Inter Milan     |
| 23 | TM | Sergio Romero         | 22 tháng 2, 1987 (24 tuổi)  | 17   | 0   | AZ              |

### Bolivia
Huấn luyện viên: Gustavo Quinteros

| Số | VT | Cầu thủ            | Ngày sinh (tuổi)            | Trận | Bàn | Câu lạc bộ        |
| -- | -- | ------------------ | --------------------------- | ---- | --- | ----------------- |
| 1  | TM | Carlos Erwin Arias | 27 tháng 4, 1980 (31 tuổi)  | 33   | 0   | Maccabi Netanya   |
| 2  | HV | Miguel Angel Hoyos | 11 tháng 3, 1981 (30 tuổi)  | 28   | 1   | Oriente Petrolero |
| 3  | HV | Luis Gutiérrez     | 15 tháng 1, 1985 (26 tuổi)  | 18   | 0   | Oriente Petrolero |
| 4  | TV | Lorgio Álvarez     | 29 tháng 6, 1978 (33 tuổi)  | 35   | 1   | Bolívar           |
| 5  | HV | Ronald Rivero      | 29 tháng 1, 1980 (31 tuổi)  | 19   | 0   | Bolívar           |
| 6  | TV | Wálter Flores      | 29 tháng 10, 1978 (32 tuổi) | 20   | 0   | Bolívar           |
| 7  | TĐ | Edivaldo Hermoza   | 17 tháng 11, 1985 (25 tuổi) | 2    | 0   | Naval             |
| 8  | TV | Ronald García      | 17 tháng 12, 1980 (30 tuổi) | 34   | 2   | Bolívar           |
| 9  | TĐ | Marcelo Moreno     | 18 tháng 6, 1987 (24 tuổi)  | 22   | 8   | Shakhtar Donetsk  |
| 10 | TV | Joselito Vaca      | 12 tháng 8, 1982 (28 tuổi)  | 44   | 2   | Oriente Petrolero |
| 11 | TĐ | Alcides Peña       | 14 tháng 1, 1989 (22 tuổi)  | 3    | 0   | Oriente Petrolero |
| 12 | TM | Daniel Vaca        | 3 tháng 11, 1978 (32 tuổi)  | 3    | 0   | The Strongest     |
| 13 | HV | Santos Amador      | 6 tháng 4, 1982 (29 tuổi)   | 4    | 0   | Nacional Potosí   |
| 14 | HV | Christian Vargas   | 9 tháng 8, 1983 (27 tuổi)   | 3    | 0   | San José          |
| 15 | TV | Jaime Robles       | 2 tháng 2, 1978 (33 tuổi)   | 16   | 0   | Aurora            |
| 16 | HV | Ronald Raldes (c)  | 20 tháng 4, 1981 (30 tuổi)  | 55   | 0   | Colón             |
| 17 | TĐ | Juan Carlos Arce   | 10 tháng 4, 1985 (26 tuổi)  | 20   | 4   | Oriente Petrolero |
| 18 | TĐ | Ricardo Pedriel    | 19 tháng 1, 1987 (24 tuổi)  | 12   | 2   | Sivasspor         |
| 19 | TV | José Luis Chávez   | 18 tháng 5, 1986 (25 tuổi)  | 4    | 0   | Blooming          |
| 20 | TĐ | Mauricio Saucedo   | 14 tháng 8, 1985 (25 tuổi)  | 12   | 0   | Oriente Petrolero |
| 21 | TV | Jhasmani Campos    | 10 tháng 5, 1988 (23 tuổi)  | 14   | 1   | Oriente Petrolero |
| 22 | TV | Rudy Cardozo       | 14 tháng 2, 1990 (21 tuổi)  | 6    | 0   | Bolívar           |
| 23 | TM | Sergio Galarza     | 25 tháng 8, 1975 (35 tuổi)  | 14   | 0   | Blooming          |

### Colombia
Huấn luyện viên: Hernán Darío Gómez

| Số | VT | Cầu thủ               | Ngày sinh (tuổi)            | Trận | Bàn | Câu lạc bộ             |
| -- | -- | --------------------- | --------------------------- | ---- | --- | ---------------------- |
| 1  | TM | Nelson Fernando Ramos | 23 tháng 11, 1981 (29 tuổi) | 0    | 0   | Millonarios            |
| 2  | HV | Cristián Zapata       | 30 tháng 9, 1986 (24 tuổi)  | 14   | 0   | Udinese                |
| 3  | HV | Mario Yepes (c)       | 13 tháng 1, 1976 (35 tuổi)  | 78   | 4   | Milan                  |
| 4  | TV | Gustavo Bolívar       | 16 tháng 4, 1985 (26 tuổi)  | 2    | 0   | Deportes Tolima        |
| 5  | TV | Yulián Anchico        | 28 tháng 5, 1984 (27 tuổi)  | 30   | 1   | Pachuca                |
| 6  | TV | Carlos Sánchez        | 6 tháng 2, 1986 (25 tuổi)   | 19   | 1   | Valenciennes           |
| 7  | HV | Pablo Armero          | 2 tháng 11, 1986 (24 tuổi)  | 22   | 0   | Udinese                |
| 8  | TV | Abel Aguilar          | 6 tháng 1, 1985 (26 tuổi)   | 25   | 5   | Hércules               |
| 9  | TĐ | Radamel Falcao        | 10 tháng 2, 1986 (25 tuổi)  | 30   | 7   | Porto                  |
| 10 | TV | Juan Cuadrado         | 26 tháng 5, 1988 (23 tuổi)  | 8    | 1   | Udinese                |
| 11 | TĐ | Hugo Rodallega        | 25 tháng 7, 1985 (25 tuổi)  | 38   | 8   | Wigan Athletic         |
| 12 | TM | Neco Martínez         | 11 tháng 7, 1982 (28 tuổi)  | 10   | 1   | Once Caldas            |
| 13 | TV | Fredy Guarín          | 30 tháng 6, 1986 (25 tuổi)  | 30   | 1   | Porto                  |
| 14 | HV | Luis Amaranto Perea   | 30 tháng 1, 1979 (32 tuổi)  | 54   | 0   | Atlético Madrid        |
| 15 | HV | Juan David Valencia   | 15 tháng 1, 1986 (25 tuổi)  | 6    | 0   | Junior                 |
| 16 | TV | Elkin Soto            | 4 tháng 8, 1980 (30 tuổi)   | 18   | 6   | Mainz 05               |
| 17 | TV | Dayro Moreno          | 16 tháng 9, 1985 (25 tuổi)  | 17   | 2   | Once Caldas            |
| 18 | HV | Juan Camilo Zúñiga    | 14 tháng 12, 1985 (25 tuổi) | 30   | 0   | Napoli                 |
| 19 | TĐ | Teófilo Gutiérrez     | 27 tháng 5, 1985 (26 tuổi)  | 7    | 2   | Racing Club            |
| 20 | TĐ | Adrián Ramos          | 22 tháng 1, 1986 (25 tuổi)  | 15   | 1   | Hertha BSC             |
| 21 | TĐ | Jackson Martínez      | 3 tháng 10, 1986 (24 tuổi)  | 8    | 4   | Chiapas                |
| 22 | HV | Aquivaldo Mosquera    | 22 tháng 6, 1981 (30 tuổi)  | 19   | 1   | América                |
| 23 | TM | Bréiner Castillo      | 5 tháng 5, 1978 (33 tuổi)   | 4    | 0   | Independiente Medellín |

### Costa Rica
Huấn luyện viên:  Ricardo La Volpe
| Số | Vt | Cầu thủ            | Ngày sinh (tuổi)            | Số trận | Câu lạc bộ                |
| -- | -- | ------------------ | --------------------------- | ------- | ------------------------- |
| 1  | TM | Minor Álvarez      | 14 tháng 11, 1989 (21 tuổi) | 0       | Saprissa                  |
| 2  | HV | Francisco Calvo    | 8 tháng 7, 1992 (18 tuổi)   | 0       | San Jacinto College       |
| 3  | HV | Johnny Acosta      | 21 tháng 7, 1983 (27 tuổi)  | 5       | Alajuelense               |
| 4  | HV | José Salvatierra   | 10 tháng 10, 1989 (21 tuổi) | 3       | Alajuelense               |
| 5  | TV | Luis Miguel Valle  | 11 tháng 5, 1989 (22 tuổi)  | 0       | Alajuelense               |
| 6  | HV | Heiner Mora        | 20 tháng 6, 1984 (27 tuổi)  | 13      | Saprissa                  |
| 7  | HV | Allen Guevara      | 16 tháng 4, 1989 (22 tuổi)  | 6       | Alajuelense               |
| 8  | TV | David Guzmán       | 18 tháng 2, 1990 (21 tuổi)  | 8       | Saprissa                  |
| 9  | TĐ | Jorge Castro       | 11 tháng 9, 1990 (20 tuổi)  | 0       | Universidad de Costa Rica |
| 10 | TĐ | Randall Brenes (c) | 12 tháng 8, 1983 (27 tuổi)  | 11      | Cartaginés                |
| 11 | TV | Diego Madrigal     | 19 tháng 3, 1989 (22 tuổi)  | 9       | Cerro Porteño             |
| 12 | TĐ | Joel Campbell      | 10 tháng 2, 1992 (19 tuổi)  | 3       | Saprissa                  |
| 13 | TM | Danny Carvajal     | 12 tháng 4, 1990 (21 tuổi)  | 0       | San Carlos                |
| 14 | TV | Hanzel Arauz       | 9 tháng 8, 1989 (21 tuổi)   | 0       | Barrio México             |
| 15 | HV | Jorge Gatgens      | 23 tháng 7, 1988 (22 tuổi)  | 0       | Pérez Zeledón             |
| 16 | TV | Kevin Fajardo      | 5 tháng 9, 1989 (21 tuổi)   | 0       | Santos de Guápiles        |
| 17 | TĐ | Josué Martínez     | 25 tháng 3, 1990 (21 tuổi)  | 12      | Saprissa                  |
| 18 | TM | Leonel Moreira     | 2 tháng 4, 1990 (21 tuổi)   | 0       | Herediano                 |
| 19 | HV | Óscar Duarte       | 3 tháng 6, 1989 (22 tuổi)   | 3       | Saprissa                  |
| 20 | HV | Pedro Leal         | 31 tháng 1, 1989 (22 tuổi)  | 3       | Puntarenas                |
| 21 | TĐ | César Elizondo     | 10 tháng 2, 1988 (23 tuổi)  | 6       | Saprissa                  |
| 22 | TV | José Miguel Cubero | 14 tháng 2, 1987 (24 tuổi)  | 8       | Herediano                 |
| 23 | HV | Gilberto Martínez  | 1 tháng 10, 1979 (31 tuổi)  | 61      | Sampdoria                 |

## Bảng B

### Brasil
Huấn luyện viên: Mano Menezes

| Số | VT | Cầu thủ        | Ngày sinh (tuổi)            | Trận | Bàn | Câu lạc bộ        |
| -- | -- | -------------- | --------------------------- | ---- | --- | ----------------- |
| 1  | TM | Júlio César    | 3 tháng 9, 1979 (31 tuổi)   | 56   | 0   | Inter Milan       |
| 2  | HV | Dani Alves     | 6 tháng 5, 1983 (28 tuổi)   | 47   | 5   | Barcelona         |
| 3  | HV | Lúcio (c)      | 8 tháng 5, 1978 (33 tuổi)   | 99   | 4   | Inter Milan       |
| 4  | HV | Thiago Silva   | 22 tháng 9, 1984 (26 tuổi)  | 14   | 0   | Milan             |
| 5  | TV | Lucas Leiva    | 9 tháng 1, 1987 (24 tuổi)   | 12   | 0   | Liverpool         |
| 6  | HV | André Santos   | 8 tháng 3, 1983 (28 tuổi)   | 17   | 0   | Fenerbahçe        |
| 7  | TĐ | Robinho        | 25 tháng 1, 1984 (27 tuổi)  | 86   | 25  | Milan             |
| 8  | TV | Ramires        | 24 tháng 3, 1987 (24 tuổi)  | 22   | 2   | Chelsea           |
| 9  | TĐ | Alexandre Pato | 2 tháng 9, 1989 (21 tuổi)   | 12   | 4   | Milan             |
| 10 | TV | Ganso          | 12 tháng 10, 1989 (21 tuổi) | 1    | 0   | Santos            |
| 11 | TĐ | Neymar         | 5 tháng 2, 1992 (19 tuổi)   | 5    | 3   | Santos            |
| 12 | TM | Victor         | 21 tháng 1, 1983 (28 tuổi)  | 5    | 0   | Grêmio            |
| 13 | HV | Maicon         | 26 tháng 7, 1981 (29 tuổi)  | 64   | 6   | Inter Milan       |
| 14 | HV | Luisão         | 13 tháng 2, 1981 (30 tuổi)  | 43   | 3   | Benfica           |
| 15 | TV | Sandro         | 15 tháng 3, 1989 (22 tuổi)  | 7    | 0   | Tottenham Hotspur |
| 16 | TV | Elano          | 14 tháng 6, 1981 (30 tuổi)  | 47   | 9   | Santos            |
| 17 | TV | Elias          | 16 tháng 5, 1985 (26 tuổi)  | 7    | 0   | Atlético Madrid   |
| 18 | TV | Lucas Moura    | 13 tháng 8, 1992 (18 tuổi)  | 3    | 0   | São Paulo         |
| 19 | TĐ | Fred           | 3 tháng 10, 1983 (27 tuổi)  | 11   | 5   | Fluminense        |
| 20 | TV | Jádson         | 22 tháng 10, 1983 (27 tuổi) | 3    | 0   | Shakhtar Donetsk  |
| 21 | HV | Adriano        | 26 tháng 10, 1984 (26 tuổi) | 10   | 0   | Barcelona         |
| 22 | TM | Jefferson      | 30 tháng 7, 1983 (27 tuổi)  | 0    | 0   | Botafogo          |
| 23 | HV | David Luiz     | 22 tháng 4, 1987 (24 tuổi)  | 6    | 0   | Chelsea           |

### Ecuador
Huấn luyện viên:  Reinaldo Rueda

| Số | VT | Cầu thủ             | Ngày sinh (tuổi)            | Trận | Bàn | Câu lạc bộ               |
| -- | -- | ------------------- | --------------------------- | ---- | --- | ------------------------ |
| 1  | TM | Marcelo Elizaga     | 19 tháng 4, 1972 (39 tuổi)  | 20   | 0   | Deportivo Quito          |
| 2  | HV | Geovanny Caicedo    | 28 tháng 3, 1981 (30 tuổi)  | 6    | 0   | LDU Quito                |
| 3  | HV | Frickson Erazo      | 5 tháng 5, 1988 (23 tuổi)   | 5    | 1   | El Nacional              |
| 4  | HV | Luis Checa          | 21 tháng 12, 1983 (27 tuổi) | 9    | 0   | Deportivo Quito          |
| 5  | TV | Oswaldo Minda       | 26 tháng 7, 1983 (27 tuổi)  | 11   | 0   | Deportivo Quito          |
| 6  | TV | Christian Noboa     | 9 tháng 4, 1985 (26 tuổi)   | 17   | 2   | Rubin Kazan              |
| 7  | TĐ | Michael Arroyo      | 23 tháng 4, 1987 (24 tuổi)  | 12   | 2   | San Luis                 |
| 8  | TĐ | Édison Méndez       | 16 tháng 3, 1979 (32 tuổi)  | 101  | 18  | Emelec                   |
| 9  | TĐ | Felipe Caicedo      | 5 tháng 9, 1988 (22 tuổi)   | 29   | 3   | Levante                  |
| 10 | TV | Walter Ayoví (c)    | 11 tháng 8, 1979 (31 tuổi)  | 59   | 7   | Monterrey                |
| 11 | TĐ | Christian Benítez   | 1 tháng 5, 1986 (25 tuổi)   | 38   | 16  | América                  |
| 12 | TM | Máximo Banguera     | 16 tháng 12, 1985 (25 tuổi) | 11   | 0   | Barcelona                |
| 13 | HV | Néicer Reasco       | 23 tháng 7, 1977 (33 tuổi)  | 53   | 0   | LDU Quito                |
| 14 | TV | Segundo Castillo    | 15 tháng 5, 1982 (29 tuổi)  | 53   | 3   | Deportivo Quito          |
| 15 | TV | David Quiroz        | 8 tháng 9, 1982 (28 tuổi)   | 24   | 0   | Emelec                   |
| 16 | TV | Antonio Valencia    | 4 tháng 8, 1985 (25 tuổi)   | 46   | 5   | Manchester United        |
| 17 | TĐ | Edson Montaño       | 15 tháng 3, 1991 (20 tuổi)  | 2    | 0   | Gent                     |
| 18 | HV | Geovanny Nazareno   | 17 tháng 1, 1988 (23 tuổi)  | 8    | 0   | Barcelona                |
| 19 | HV | Norberto Araujo     | 13 tháng 10, 1978 (32 tuổi) | 1    | 0   | LDU Quito                |
| 20 | HV | Diego Calderón      | 26 tháng 10, 1986 (24 tuổi) | 2    | 0   | LDU Quito                |
| 21 | HV | Gabriel Achilier    | 24 tháng 3, 1985 (26 tuổi)  | 1    | 0   | Emelec                   |
| 22 | TM | Alexander Domínguez | 5 tháng 6, 1987 (24 tuổi)   | 1    | 0   | LDU Quito                |
| 23 | TĐ | Narciso Mina        | 25 tháng 11, 1982 (28 tuổi) | 7    | 0   | Independiente José Terán |

### Paraguay
Huấn luyện viên:  Gerardo Martino

| Số | VT | Cầu thủ                  | Ngày sinh (tuổi)            | Trận | Bàn | Câu lạc bộ        |
| -- | -- | ------------------------ | --------------------------- | ---- | --- | ----------------- |
| 1  | TM | Justo Villar (c)         | 30 tháng 6, 1977 (34 tuổi)  | 89   | 0   | Real Valladolid   |
| 2  | HV | Darío Verón              | 26 tháng 7, 1979 (31 tuổi)  | 38   | 0   | UNAM              |
| 3  | HV | Iván Piris               | 10 tháng 3, 1989 (22 tuổi)  | 0    | 0   | Cerro Porteño     |
| 4  | HV | Elvis Marecos            | 15 tháng 2, 1980 (31 tuổi)  | 4    | 1   | Guaraní           |
| 5  | HV | Antolín Alcaraz          | 30 tháng 7, 1982 (28 tuổi)  | 15   | 1   | Wigan Athletic    |
| 6  | HV | Marcos Cáceres           | 5 tháng 5, 1986 (25 tuổi)   | 12   | 0   | Racing Club       |
| 7  | TĐ | Pablo Zeballos           | 4 tháng 3, 1986 (25 tuổi)   | 4    | 1   | Olimpia           |
| 8  | TV | Édgar Barreto            | 15 tháng 7, 1984 (26 tuổi)  | 55   | 3   | Atalanta          |
| 9  | TĐ | Roque Santa Cruz         | 16 tháng 8, 1981 (29 tuổi)  | 83   | 24  | Blackburn Rovers  |
| 10 | TV | Osvaldo Martínez         | 8 tháng 4, 1986 (25 tuổi)   | 22   | 1   | Atlante           |
| 11 | TV | Jonathan Santana         | 19 tháng 10, 1981 (29 tuổi) | 27   | 0   | Kayserispor       |
| 12 | TM | Diego Barreto            | 16 tháng 7, 1981 (29 tuổi)  | 7    | 0   | Cerro Porteño     |
| 13 | TV | Enrique Vera             | 10 tháng 3, 1979 (32 tuổi)  | 46   | 4   | LDU Quito         |
| 14 | HV | Paulo da Silva           | 1 tháng 2, 1980 (31 tuổi)   | 89   | 2   | Real Zaragoza     |
| 15 | TV | Víctor Cáceres           | 25 tháng 3, 1985 (26 tuổi)  | 36   | 0   | Libertad          |
| 16 | TV | Cristian Riveros         | 16 tháng 10, 1982 (28 tuổi) | 64   | 12  | Sunderland        |
| 17 | HV | Aureliano Torres         | 16 tháng 6, 1982 (29 tuổi)  | 40   | 2   | San Lorenzo       |
| 18 | TĐ | Nelson Valdez            | 28 tháng 11, 1983 (27 tuổi) | 48   | 11  | Hércules          |
| 19 | TĐ | Lucas Barrios            | 13 tháng 11, 1984 (26 tuổi) | 15   | 5   | BoNga Dortmund    |
| 20 | TV | Néstor Ortigoza          | 7 tháng 10, 1984 (26 tuổi)  | 12   | 0   | San Lorenzo       |
| 21 | TV | Marcelo Estigarribia     | 21 tháng 9, 1987 (23 tuổi)  | 17   | 1   | Newell's Old Boys |
| 22 | TM | Roberto Junior Fernández | 29 tháng 3, 1988 (23 tuổi)  | 0    | 0   | Racing Club       |
| 23 | TV | Hernán Pérez             | 25 tháng 2, 1989 (22 tuổi)  | 10   | 0   | Villarreal B      |

### Venezuela
Huấn luyện viên: César Farías

| Số | VT | Cầu thủ                | Ngày sinh (tuổi)            | Trận | Bàn | Câu lạc bộ            |
| -- | -- | ---------------------- | --------------------------- | ---- | --- | --------------------- |
| 1  | TM | Renny Vega             | 4 tháng 7, 1979 (31 tuổi)   | 47   | 0   | Caracas               |
| 2  | HV | José Luis Granados     | 22 tháng 10, 1986 (24 tuổi) | 15   | 1   | Real Esppor           |
| 3  | HV | José Manuel Rey        | 20 tháng 5, 1975 (36 tuổi)  | 111  | 11  | Mineros de Guayana    |
| 4  | HV | Oswaldo Vizcarrondo    | 31 tháng 5, 1984 (27 tuổi)  | 31   | 5   | Deportivo Anzoátegui  |
| 5  | TV | Giácomo Di Giorgi      | 24 tháng 2, 1981 (30 tuổi)  | 27   | 0   | Deportivo Anzoátegui  |
| 6  | HV | Gabriel Cichero        | 25 tháng 4, 1984 (27 tuổi)  | 25   | 1   | Newell's Old Boys     |
| 7  | TĐ | Miku                   | 19 tháng 8, 1985 (25 tuổi)  | 26   | 8   | Getafe                |
| 8  | TV | Tomás Rincón           | 13 tháng 1, 1988 (23 tuổi)  | 34   | 0   | Hamburger SV          |
| 9  | TĐ | Giancarlo Maldonado    | 29 tháng 6, 1982 (29 tuổi)  | 55   | 20  | Atlante               |
| 10 | TV | Yohandry Orozco        | 19 tháng 3, 1991 (20 tuổi)  | 11   | 0   | VfL Wolfsburg         |
| 11 | TV | César Eduardo González | 10 tháng 1, 1982 (29 tuổi)  | 35   | 2   | Gimnasia La Plata     |
| 12 | TM | Leonardo Morales       | 7 tháng 7, 1978 (32 tuổi)   | 23   | 0   | Deportivo Anzoátegui  |
| 13 | TV | Luis Manuel Seijas     | 23 tháng 6, 1986 (25 tuổi)  | 32   | 0   | Santa Fe              |
| 14 | TV | Franklin Lucena        | 20 tháng 2, 1981 (30 tuổi)  | 31   | 1   | Caracas               |
| 15 | TĐ | Alejandro Moreno       | 9 tháng 7, 1979 (31 tuổi)   | 31   | 3   | Chivas USA            |
| 16 | HV | Roberto Rosales        | 20 tháng 11, 1988 (22 tuổi) | 24   | 0   | Twente                |
| 17 | TĐ | Daniel Arismendi       | 4 tháng 7, 1982 (28 tuổi)   | 30   | 11  | Deportivo Anzoátegui  |
| 18 | TV | Juan Arango (c)        | 16 tháng 5, 1980 (31 tuổi)  | 94   | 18  | BoNga Mönchengladbach |
| 19 | TV | Jesús Meza             | 6 tháng 1, 1986 (25 tuổi)   | 5    | 0   | Atlas                 |
| 20 | HV | Grenddy Perozo         | 25 tháng 5, 1985 (26 tuổi)  | 18   | 1   | Boyacá Chicó          |
| 21 | HV | Alexander González     | 13 tháng 9, 1992 (18 tuổi)  | 3    | 0   | Caracas               |
| 22 | TM | Dani Hernández         | 29 tháng 10, 1985 (25 tuổi) | 4    | 0   | Real Murcia           |
| 23 | TĐ | José Salomón Rondón    | 16 tháng 9, 1989 (21 tuổi)  | 11   | 4   | Málaga                |

## Bảng C

### Chile
Huấn luyện viên:  Claudio Borghi

| Số | VT | Cầu thủ           | Ngày sinh (tuổi)            | Trận | Bàn | Câu lạc bộ           |
| -- | -- | ----------------- | --------------------------- | ---- | --- | -------------------- |
| 1  | TM | Claudio Bravo (c) | 13 tháng 4, 1983 (28 tuổi)  | 52   | 0   | Real Sociedad        |
| 2  | HV | Francisco Silva   | 11 tháng 2, 1986 (25 tuổi)  | 3    | 0   | Universidad Católica |
| 3  | HV | Waldo Ponce       | 4 tháng 12, 1982 (28 tuổi)  | 33   | 3   | Cruz Azul            |
| 4  | TV | Mauricio Isla     | 12 tháng 6, 1988 (23 tuổi)  | 21   | 1   | Udinese              |
| 5  | HV | Pablo Contreras   | 9 tháng 11, 1978 (32 tuổi)  | 57   | 1   | PAOK                 |
| 6  | TV | Carlos Carmona    | 21 tháng 2, 1987 (24 tuổi)  | 27   | 0   | Atalanta             |
| 7  | TĐ | Alexis Sánchez    | 19 tháng 12, 1988 (22 tuổi) | 36   | 13  | Udinese              |
| 8  | HV | Arturo Vidal      | 22 tháng 5, 1987 (24 tuổi)  | 31   | 2   | Bayer Leverkusen     |
| 9  | TĐ | Humberto Suazo    | 10 tháng 5, 1981 (30 tuổi)  | 46   | 19  | Monterrey            |
| 10 | TV | Jorge Valdivia    | 19 tháng 10, 1983 (27 tuổi) | 45   | 4   | Palmeiras            |
| 11 | TV | Luis Jiménez      | 17 tháng 6, 1984 (27 tuổi)  | 22   | 2   | Cesena               |
| 12 | TM | Miguel Pinto      | 4 tháng 7, 1983 (27 tuổi)   | 15   | 0   | Atlas                |
| 13 | HV | Marco Estrada     | 28 tháng 5, 1983 (28 tuổi)  | 28   | 1   | Montpellier          |
| 14 | TV | Matías Fernández  | 15 tháng 5, 1986 (25 tuổi)  | 42   | 10  | Sporting CP          |
| 15 | TĐ | Jean Beausejour   | 1 tháng 6, 1984 (27 tuổi)   | 35   | 3   | Birmingham City      |
| 16 | TĐ | Gonzalo Fierro    | 21 tháng 3, 1983 (28 tuổi)  | 21   | 1   | Flamengo             |
| 17 | HV | Gary Medel        | 3 tháng 8, 1987 (23 tuổi)   | 31   | 3   | Sevilla              |
| 18 | HV | Gonzalo Jara      | 29 tháng 8, 1985 (25 tuổi)  | 43   | 3   | West Bromwich Albion |
| 19 | TĐ | Carlos Muñoz      | 21 tháng 4, 1989 (22 tuổi)  | 2    | 0   | Santiago Wanderers   |
| 20 | TV | Rodrigo Millar    | 3 tháng 11, 1981 (29 tuổi)  | 28   | 2   | Colo-Colo            |
| 21 | TV | Felipe Gutiérrez  | 8 tháng 10, 1990 (20 tuổi)  | 4    | 0   | Universidad Católica |
| 22 | TĐ | Esteban Paredes   | 1 tháng 8, 1980 (30 tuổi)   | 22   | 7   | Colo-Colo            |
| 23 | TM | Paulo Garcés      | 2 tháng 8, 1984 (26 tuổi)   | 1    | 0   | Universidad Católica |

### México
Huấn luyện viên: Luis Fernando Tena

| Số | VT | Cầu thủ                 | Ngày sinh (tuổi)            | Trận | Bàn | Câu lạc bộ        |
| -- | -- | ----------------------- | --------------------------- | ---- | --- | ----------------- |
| 1  | TM | Luis Ernesto Michel (c) | 21 tháng 7, 1979 (31 tuổi)  | 7    | 0   | Guadalajara       |
| 2  | HV | Kristian Álvarez        | 20 tháng 4, 1992 (19 tuổi)  | 0    | 0   | Guadalajara       |
| 3  | HV | Oswaldo Alanís          | 18 tháng 3, 1989 (22 tuổi)  | 0    | 0   | Estudiantes Tecos |
| 4  | TV | Diego de Buen           | 13 tháng 7, 1991 (19 tuổi)  | 0    | 0   | UNAM              |
| 5  | HV | Dárvin Chávez           | 21 tháng 11, 1989 (21 tuổi) | 3    | 0   | Monterrey         |
| 6  | TV | Antonio Gallardo        | 19 tháng 4, 1989 (22 tuổi)  | 0    | 0   | Guadalajara       |
| 7  | TĐ | Ulises Dávila           | 23 tháng 6, 1991 (19 tuổi)  | 0    | 0   | Guadalajara       |
| 8  | TV | Emilio Orrantía         | 1 tháng 2, 1991 (20 tuổi)   | 0    | 0   | UNAM              |
| 9  | TĐ | Rafael Márquez Lugo     | 2 tháng 11, 1981 (29 tuổi)  | 9    | 0   | Morelia           |
| 10 | TĐ | Giovani dos Santos      | 11 tháng 5, 1989 (22 tuổi)  | 45   | 11  | Tottenham Hotspur |
| 11 | TV | Javier Aquino           | 11 tháng 2, 1990 (21 tuổi)  | 2    | 0   | Cruz Azul         |
| 12 | TM | Liborio Sánchez         | 9 tháng 10, 1989 (21 tuổi)  | 0    | 0   | Querétaro         |
| 13 | TM | Carlos Felipe Rodríguez | 3 tháng 4, 1989 (22 tuổi)   | 0    | 0   | Morelia           |
| 14 | HV | Néstor Araujo           | 29 tháng 8, 1991 (19 tuổi)  | 2    | 1   | Cruz Azul         |
| 15 | TV | Jorge Enríquez          | 8 tháng 1, 1991 (20 tuổi)   | 2    | 0   | Guadalajara       |
| 16 | HV | Miguel Ángel Ponce      | 12 tháng 4, 1989 (22 tuổi)  | 0    | 0   | Guadalajara       |
| 17 | TV | Édgar Pacheco           | 22 tháng 1, 1990 (21 tuổi)  | 3    | 1   | UANL              |
| 18 | TĐ | Oribe Peralta           | 12 tháng 1, 1984 (27 tuổi)  | 5    | 0   | Santos Laguna     |
| 19 | HV | Héctor Reynoso          | 3 tháng 10, 1980 (30 tuổi)  | 1    | 0   | Guadalajara       |
| 20 | TĐ | Alan Pulido             | 8 tháng 3, 1991 (20 tuổi)   | 0    | 0   | UANL              |
| 21 | HV | Hiram Mier              | 25 tháng 8, 1989 (21 tuổi)  | 1    | 0   | Monterrey         |
| 22 | HV | Paul Aguilar            | 6 tháng 3, 1986 (25 tuổi)   | 16   | 2   | América           |
| 23 | HV | Diego Reyes             | 19 tháng 9, 1992 (18 tuổi)  | 2    | 0   | América           |

### Peru
Huấn luyện viên:  Sergio Markarián

| Số | VT | Cầu thủ                | Ngày sinh (tuổi)            | Trận | Bàn | Câu lạc bộ                |
| -- | -- | ---------------------- | --------------------------- | ---- | --- | ------------------------- |
| 1  | TM | Raúl Fernández         | 6 tháng 10, 1985 (25 tuổi)  | 8    | 0   | Nice                      |
| 2  | HV | Alberto Rodríguez      | 31 tháng 3, 1984 (27 tuổi)  | 32   | 0   | Sporting CP               |
| 3  | HV | Santiago Acasiete      | 22 tháng 10, 1977 (33 tuổi) | 33   | 2   | Almería                   |
| 4  | HV | Walter Vílchez         | 20 tháng 2, 1982 (29 tuổi)  | 55   | 1   | Sporting Cristal          |
| 5  | TV | Adán Balbín            | 13 tháng 10, 1986 (24 tuổi) | 5    | 0   | Universidad San Martín    |
| 6  | TĐ | Juan Manuel Vargas (c) | 5 tháng 10, 1983 (27 tuổi)  | 31   | 3   | Fiorentina                |
| 7  | TV | Josepmir Ballón        | 21 tháng 3, 1988 (23 tuổi)  | 14   | 0   | River Plate               |
| 8  | TV | Michael Guevara        | 10 tháng 6, 1984 (27 tuổi)  | 4    | 0   | Sport Boys                |
| 9  | TĐ | Paolo Guerrero         | 1 tháng 1, 1984 (27 tuổi)   | 29   | 10  | Hamburger SV              |
| 10 | TV | Rinaldo Cruzado        | 21 tháng 9, 1984 (26 tuổi)  | 17   | 0   | Juan Aurich               |
| 11 | TV | Carlos Lobatón         | 6 tháng 2, 1980 (31 tuổi)   | 9    | 0   | Sporting Cristal          |
| 12 | TM | Salomón Libman         | 25 tháng 2, 1984 (27 tuổi)  | 4    | 0   | Alianza Lima              |
| 13 | HV | Renzo Revoredo         | 11 tháng 5, 1986 (25 tuổi)  | 6    | 0   | Universitario de Deportes |
| 14 | TĐ | Raúl Ruidíaz           | 25 tháng 7, 1990 (20 tuổi)  | 3    | 0   | Universitario de Deportes |
| 15 | HV | Aldo Corzo             | 20 tháng 5, 1989 (22 tuổi)  | 4    | 0   | Universidad San Martín    |
| 16 | TĐ | Luis Advíncula         | 2 tháng 3, 1990 (21 tuổi)   | 10   | 0   | Sporting Cristal          |
| 17 | HV | Giancarlo Carmona      | 8 tháng 10, 1985 (25 tuổi)  | 2    | 0   | San Lorenzo               |
| 18 | TĐ | William Chiroque       | 10 tháng 3, 1980 (31 tuổi)  | 8    | 0   | Juan Aurich               |
| 19 | HV | Yoshimar Yotún         | 7 tháng 4, 1990 (21 tuổi)   | 3    | 0   | Sporting Cristal          |
| 20 | TĐ | André Carrillo         | 14 tháng 6, 1991 (20 tuổi)  | 1    | 0   | Sporting CP               |
| 21 | HV | Christian Ramos        | 4 tháng 11, 1988 (22 tuổi)  | 10   | 0   | Alianza Lima              |
| 22 | TV | Antonio Gonzales       | 16 tháng 5, 1986 (25 tuổi)  | 4    | 0   | Universitario de Deportes |
| 23 | TM | Leao Butrón            | 6 tháng 3, 1977 (34 tuổi)   | 36   | 0   | Universidad San Martín    |

### Uruguay
Huấn luyện viên: Óscar Tabárez

| Số | VT | Cầu thủ             | Ngày sinh (tuổi)            | Trận | Bàn | Câu lạc bộ        |
| -- | -- | ------------------- | --------------------------- | ---- | --- | ----------------- |
| 1  | TM | Fernando Muslera    | 16 tháng 6, 1986 (25 tuổi)  | 20   | 0   | Lazio             |
| 2  | HV | Diego Lugano (c)    | 2 tháng 11, 1980 (30 tuổi)  | 57   | 4   | Fenerbahçe        |
| 3  | HV | Diego Godín         | 16 tháng 2, 1986 (25 tuổi)  | 46   | 3   | Atlético Madrid   |
| 4  | HV | Sebastián Coates    | 7 tháng 10, 1990 (20 tuổi)  | 1    | 0   | Nacional          |
| 5  | TV | Walter Gargano      | 27 tháng 7, 1984 (26 tuổi)  | 38   | 1   | Napoli            |
| 6  | HV | Mauricio Victorino  | 11 tháng 10, 1982 (28 tuổi) | 17   | 0   | Cruzeiro          |
| 7  | TV | Cristian Rodríguez  | 30 tháng 9, 1985 (25 tuổi)  | 40   | 3   | Porto             |
| 8  | TV | Sebastián Eguren    | 8 tháng 1, 1981 (30 tuổi)   | 37   | 6   | Sporting de Gijón |
| 9  | TĐ | Luis Suárez         | 24 tháng 1, 1987 (24 tuổi)  | 42   | 17  | Liverpool         |
| 10 | TĐ | Diego Forlán        | 19 tháng 5, 1979 (32 tuổi)  | 76   | 29  | Atlético Madrid   |
| 11 | HV | Álvaro Pereira      | 28 tháng 11, 1985 (25 tuổi) | 28   | 3   | Porto             |
| 12 | TM | Juan Castillo       | 17 tháng 4, 1978 (33 tuổi)  | 13   | 0   | Colo-Colo         |
| 13 | TĐ | Sebastián Abreu     | 17 tháng 10, 1976 (34 tuổi) | 65   | 26  | Botafogo          |
| 14 | TV | Nicolás Lodeiro     | 21 tháng 3, 1989 (22 tuổi)  | 8    | 1   | Ajax              |
| 15 | TV | Diego Pérez         | 18 tháng 5, 1980 (31 tuổi)  | 64   | 0   | Bologna           |
| 16 | HV | Maxi Pereira        | 8 tháng 6, 1984 (27 tuổi)   | 53   | 1   | Benfica           |
| 17 | TV | Egidio Arévalo Ríos | 27 tháng 9, 1982 (28 tuổi)  | 20   | 0   | Botafogo          |
| 18 | TĐ | Abel Hernández      | 8 tháng 8, 1990 (20 tuổi)   | 5    | 2   | Palermo           |
| 19 | HV | Andrés Scotti       | 14 tháng 12, 1975 (35 tuổi) | 33   | 1   | Colo-Colo         |
| 20 | TV | Álvaro González     | 29 tháng 10, 1984 (26 tuổi) | 13   | 0   | Lazio             |
| 21 | TĐ | Edinson Cavani      | 14 tháng 2, 1987 (24 tuổi)  | 28   | 9   | Napoli            |
| 22 | HV | Martín Cáceres      | 7 tháng 4, 1987 (24 tuổi)   | 28   | 1   | Sevilla           |
| 23 | TM | Martín Silva        | 25 tháng 3, 1983 (28 tuổi)  | 1    | 0   | Defensor Sporting |

## Thống kê cầu thủ
Player representation by club
| Số cầu thủ | Câu lạc bộ |
| ---------- | --- |
| 7          | Guadalajara, Oriente Petrolero, Saprissa                                                                                               |
| 6          | Inter Milan, LDU Quito |
| 5          | Atlético Madrid, Barcelona, Bolívar, Udinese                                                                                           |
| 4          | Alajuelense, América, Colo-Colo, Deportivo Anzoátegui, Deportivo Quito, Milan, Monterrey, Napoli, Porto, Real Madrid, Sporting Cristal |

Đại diện cầu thủ theo giải đấu
| Quốc gia    | Số cầu thủ |
| ----------- | ---------- |
| México      | 36         |
| Ý           | 30         |
| Tây Ban Nha | 29         |
| Costa Rica  | 20         |
| Bolivia     | 18         |
| Ecuador     | 16         |
| Anh         | 15         |
| Peru        | 15         |
| Argentina   | 12         |
| Brasil      | 11         |
| Bồ Đào Nha  | 10         |
| Venezuela   | 9          |
| Chile       | 8          |
| Colombia    | 7          |
| Đức         | 7          |
| Paraguay    | 6          |
| Thổ Nhĩ Kỳ  | 4          |
| Pháp        | 3          |
| Hà Lan      | 3          |
| Nga         | 3          |
| Bỉ          | 2          |
| Ukraina     | 2          |
| Hoa Kỳ      | 2          |
| Uruguay     | 2          |
| Hi Lạp      | 1          |
| Israel      | 1          |

Độ tuổi trung bình của đội hình
| Độ tuổi trung bình | Quốc gia                                        |
| ------------------ | ----------------------------------------------- |
| 22                 | Costa Rica, México                              |
| 26                 | Argentina, Brasil, Chile, Peru                  |
| 27                 | Colombia, Ecuador, Paraguay, Uruguay, Venezuela |
| 28                 | Bolivia                                         |